# Víctor Damián Sáez
Víctor Damián Sáez y Sánchez Mayor (Budia, 12 de abril de 1776-Sigüenza, 3 de febrero de 1839) fue un eclesiástico y político español, canónigo de Sigüenza y de Toledo, obispo de Tortosa (desde el 29 de agosto de 1824) y confesor privado de Fernando VII.

## Biografía
Vinculado a los sectores ultraabsolutistas, actuó como persona de confianza del rey Fernando, quien tuvo que destituirle durante el Trienio Liberal (1820-1823), por lo que pasó a ser canónigo de Toledo. Con la caída del régimen constitucional, volvió a las esferas del poder. Secretario de Estado interino desde el 27 de mayo de 1823, fue nombrado en propiedad para el mismo puestos por el primer gobierno de la regencia absolutista el 27 de agosto de 1823. Desde este cargo dirigió la reacción absolutista con tal rigor, que motivó la solicitud de su dimisión por parte del Marqués de Casa Irujo, en nombre de las potencias de la Santa Alianza. El mismo día del desembarco del Rey en España (1 de octubre de 1823), el monarca ratificó a su confesor como ministro de Estado. El 19 de noviembre el Rey Fernando dicta un decreto dirigido a Damián, por el que se crea el Consejo de Ministros, y del que conviene destacar:

En él se tratarán todos los asuntos de utilidad general: cada ministros dará cuenta de los negocios correspondientes a la secretaría de su cargo, recibirá mis resoluciones, y cuidará de hacerlas ejecutar. Los acuerdos del Consejo se escribirán en un libro, expresando las razones que los motivasen. Cuando Yo no asista, presidiréis vos, como mi primer secretario de Estado, y el de Despacho de Gracia y Justicia asentará las deliberaciones, teniendo a su cuidado el libro destinado para este objeto.

Con la llegada del monarca a Madrid fue cesado como ministro (2 de diciembre), forzado por las protestas exteriores ante la intensidad y la extrema dureza con que se dedicó a perseguir a los elementos liberales. Fue sustituido por el marqués de Casa Irujo y nombrado obispo de Tortosa. Desde entonces quedó relegado de la actividad política.
Perseguido como supuesto adicto a la causa del pretendiente Don Carlos durante la primera guerra carlista, su hermano el gobernador eclesiástico y su sobrino Francisco Javier García Rodrigo se refugiaron con él en Sigüenza, donde el obispo tuvo que permanecer escondido en la planta baja de la casa de un amigo, en la que al poco tiempo murió por una enfermedad adquirida en el viaje.
Tras el fin de la guerra, su sobrino regresó a Sigüenza para dar digna sepultura a los restos mortales de su tío. El obispo Víctor Damián Sáez está enterrado en la capilla del Sagrario de la Catedral de Tortosa.
Aparece como personaje en varios de los Episodios Nacionales de Pérez Galdos en su Segunda serie. Entre lo más destacados El 7 de julio, Los cien mil Hijos de San Luis (1870) o El Terror de 1824.

Desprecié como merecía a Calomarde y recurrí a don Víctor Sáez, nombrado Ministro de Estado; pero este me recordó a la rana, cuando quiso parecerse al buey. Tuvo el mal gusto de echarme en cara mi supuesta conversión al constitucionalismo y a la Carta francesa, diciendo mil necedades presuntuosas y aun amenazándome. Su fatuidad, semejante a la del pavo cuando se sopla y arrastra las alas para meter ruido, me hizo reír en sus propias barbas. El único que se me mostró algo propicio fue Erro, hombre honrado y modesto. Pero nada positivo saqué de la flamante situación, que daba pruebas de su agudeza política volviendo las cosas al propio ser y estado que tenían en 7 de Marzo de 1810, restableciendo los antiguos Consejos y la Sala de Alcaldes de Casa y Corte. Era esto volver a los tontillos, al guarda-infante y al pelo empolvado.
Benito Pérez Galdós: Los cien mil hijos de San Luis (cap. XXI)

| Predecesor: Antonio Vargas Laguna | Secretario de Estado de España 1823 | Sucesor: Carlos Martínez de Irujo y Tacón |